# Мехінаку
Мехіна́ку (ісп. mechinaku) — індіанське аравакське плем'я, що проживає на лівому березі річки Кулизеу в центральній Бразилії.
На кінець XIX ст. чисельність населення становила близько 200 осіб, на 1948 рік вона скоротилась до 110, а на початок 1970-их років становила кілька десятків. Сучасні дані відсутні.

## Культура
Соціальне життя мехінаку не передбачає приватності; їхнє життя відзначається надзвичайним рівнем прозорості. Хижки, в яких живуть родини з десяти-дванадцяти осіб, не мають внутрішніх стін і розташовані навколо відкритого простору, який завжди на виду. У ті нечисленні моменти, коли членів групи не видно, їхні цікаві співплемінники завжди можуть виснувати, чим ті зараз займаються, бо впізнають відбитки ніг одне одного. Дослідник Ґрегор пише: «Місцеперебування і поточне заняття кожної особи зазвичай відоме її родичам, а часто і усій громаді. Мехінаку має мало шансів на те, щоб приховатися від загальної уваги хоч на якийсь час».
Основне заняття мехінаку — підсічно-переложне землеробство та рибальство.